# Buellton
Buellton – miasto w Stanach Zjednoczonych, w stanie Kalifornia, w hrabstwie Santa Barbara.